# Caïnita
La caïnita o kainita és un mineral de la classe dels sulfats. Va ser descoberta en 1865 a Saxònia (Alemanya), sent nomenada a partir del terme grec καινóς (kenós), que significa 'recent' o 'contemporani', en al·lusió a la seva recent formació com a mineral secundari.

## Característiques

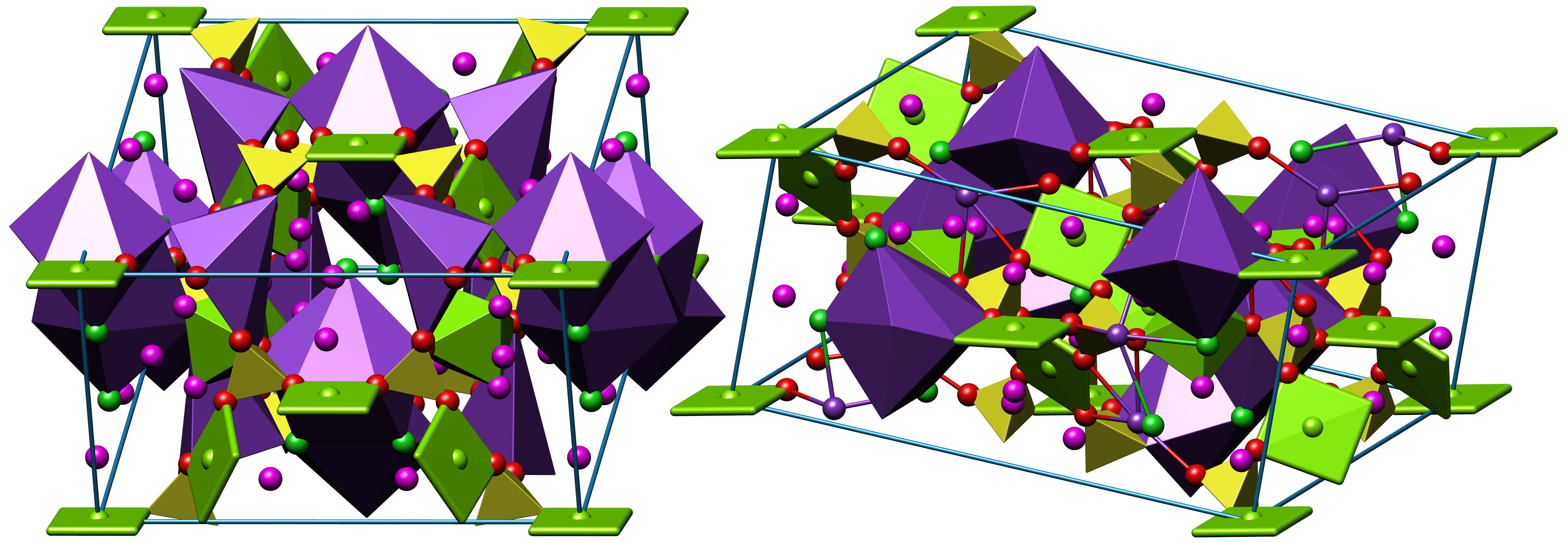
Estructura cristal·lina de la caïnita.

És un sulfat de potassi i magnesi, amb part dels anions substituïts per clorur. A més està hidratat. L'hàbit és de cristalls tabulars gruixuts, exhibint sovint nombroses formes. Apareix de manera granular massiva, formant crostes i raïms que recobreixen la superfície de cavitats i fissures, en les quals els cristalls individuals poden aconseguir grans dimensions de fins a deu centímetres. El mineral pur és incolor, però és freqüent que presenti impureses que li donen variades coloracions: groc, marró, verd-gris, vermell, violeta o blau. És incolora sota llum transmesa. Quan és de color violeta es descoloreix a 150 °C. La varietat blava té com a impuresa H₂S. Té un sabor salat i amarg.
Segons la classificació de Nickel-Strunz, la caïnita pertany a «07.DF - Sulfats (selenats, etc.) amb anions addicionals, amb H₂O, amb cations de mida mitjana i grans» juntament amb els següents minerals: uklonskovita, natrocalcita, metasideronatrita, sideronatrita, despujolsita, fleischerita, schaurteïta, mallestigita, slavikita, metavoltina, lannonita, vlodavetsita, peretaïta, gordaïta, clairita, arzrunita, elyïta, yecoraïta, riomariïta, dukeïta i xocolatlita.

## Formació i jaciments
Apareix en jaciments de minerals de potassi d'origen oceànic, com a mineral secundari a partir de metamorfisme o per resolució a partir de les aigües subterrànies; poques vegades un sublimat volcànic. Sol trobar-se associada a altres minerals com: silvita, halita, carnallita, kieserita, polihalita, langbeinita o picromerita.